# Valdivijski deževni gozd

Valdivijski deževni gozdovi (NT0404) so ekoregija na zahodni obali južne Južne Amerike v Čilu in segajo do Argentine. So del bioma Zmerni širokolistni in mešani gozdovi in Neotropskega kraljestva. Gozdovi so poimenovani po mestu Valdivia. Za valdivijske zmerne deževne gozdove so značilni gosta podrast bambusov (Chusquea) iz družine trav, praprotnice, prevladujejo zimzelene kritosemenke z nekaterimi listavci, čeprav so pogosta tudi drevesa iglavcev. Meji na Čilski matorral, Magellanov subpolarni gozd, Patagonsko stepo in Južnoandsko stepo.

## Lokacija
Zmerni deževni gozdovi obsegajo razmeroma ozek obalni pas med Tihim oceanom na zahodu in južnimi Andi na vzhodu, od približno 37 ° do 48 ° južne širine. Severno od 42 ° poteka ob obali čilsko obalno območje, čilska Podolžna dolina, ki vodi od severa proti jugu, pa leži med obalnim območjem in Andi. Južno od 42 ° se območje obale nadaljuje kot veriga priobalnih otokov, vključno z arhipelagom Chiloé in otočjem Chonos, medtem ko je Podolžna dolina potopljena in se nadaljuje kot zaliv Corcovado. Velik del ekoregije je pokrival Patagonski ledeni pokrov in drugi ledeniki na vrhuncu zadnje ledene dobe, ki so se spustili iz gorovja Andov, številna jezera okrožja čilskih jezer v osrednjem delu ekoregije pa so bile prvotno ledeniške doline, medtem ko ima južni del regije veliko v ledenik izklesanih fjordov.
Na severu se valdivijski gozdovi umaknejo sredozemskim gozdovom, gozdni pokrajini in grmičevju čilske ekoregije Matorral. Nekaj valdivijskih gozdov raste na severu Čila, na primer v narodnem parku Bosque de Fray Jorge, ki je ostal od zadnjega ledeniškega maksimuma. Na jugu je ekoregija Magellanovih subpolarnih gozdov. Zmerno valdivijsko, matorralno in magelansko ekoregijo ločijo od subtropskih in tropskih gozdov severne Južne Amerike puščava Atacama severno od Matorrala, Andi in suha argentinska travišča v padavinski senci vzhodno od Andov. Rezultat so posamične relativno osamljene zmerne gozdne regije, z visoko stopnjo endemičnih vrst.
Gozdovi severozahodne Severne Amerike obstajajo v podobnih okoljih, razlikujejo pa se po tem, da niso povezani z velikimi celinskimi gozdovi, kot je borealni gozd ali gozd Skalnega gorovja. V primerjavi s podobnim severnoameriškim gozdom je valdivijski zmerni deževni gozd precej bogatejši z vrstami, značilnost, ki jo najdemo tudi v primerjavi s podobnimi gozdovi na Tasmaniji.

### Podnebje
Ker se gozd nahaja približno 40 stopinj južno, nanj močno vplivajo prevladujoči zahodni vetrovi. Vodna para, ki jo zadržujejo ti vetrovi, se kondenzira, ko prispe v višji del vetrovnega pobočja Andov in tako ustvari padavine. Hkrati severno tekoči oceanski Humboldtov tok ustvarja vlažne in meglene razmere blizu obale. Drevesna meja je na približno 2400 m v severnem delu ekoregije (35 ° J), na jugu Valdivijske regije pa se spusti na 1000 m. Poleti se temperatura lahko povzpne na 16,5 ° C, pozimi pa temperatura lahko pade pod 7 ° C.
Povprečne letne temperature so znotraj območja dokaj enakomerne, zlasti na obalnih lokacijah, kjer letne temperaturne razlike med kraji nikoli ne presežejo 7 ° C.

## Rastlinstvo
Valdivijski zmerni deževni gozdovi so zmerno širokolistni in mešani gozdovi. Valdivijski in Magellanovi zmerni deževni gozdovi so edini zmerni deževni gozdovi v Južni Ameriki in eni od majhnega števila zmernih deževnih gozdov na svetu. Skupaj so drugi največji na svetu, po pacifiških zmernih deževnih gozdovih Severne Amerike (ki se razteza od Aljaske do severne Kalifornije). Valdivijski gozdovi so zatočišče antarktične flore in si delijo številne rastlinske družine z zmernimi deževnimi gozdovi Nove Zelandije, Tasmanije in Avstralije. Polovica vrst gozdnatih rastlin je endemična za to ekoregijo.
Chusquea quila je bambus, ki raste na vlažnih območjih pod 500 m, kjer Chusquea coleou postane bolj prevladujoča zgoraj. Chusquea quila lahko tvori čiste sestoje, imenovane quilantales. Pod to vrsto lahko raste zelo malo rastlin. Druge pomembne vrste so nalca ali čilska rabarbara (Gunnera tinctoria) ter praproti Lophosoria quadripinnata in Parablechnum cordatum. Čilska nacionalna roža, copihue (Lapageria rosea) je pionirska vrsta, ki raste na motenih območjih valdivijskega deževnega gozda.
Največje bogastvo rastlinskih vrst je na zemljepisnih širinah od 40 do 43 ° S.

### Gozdni ekosistem
V valdivijski ekoregiji obstajajo štiri glavne vrste gozdnih ekosistemov. Na severnem koncu ekoregije so listopadni gozdovi, v katerih prevladujejo listavci južne bukve: rauli (Nothofagus alpina) in roble (Nothofagus obliqua); to je prehodno območje do sredozemsko-podnebnih gozdov na severu.
Druga vrsta so valdivijski lovorjevi gozdovi, za katere so značilna različna širokolistna zimzelena drevesa, vključno z Laureliopsis philippiana, Aextoxicon punctatum, Eucryphia cordifolia, Caldcluvia paniculata in Weinmannia trichosperma, s podrastjem Myrceugeánnia planipes, arrademalata ap. in druge rastline.
Tretja vrsta gozdov so patagonski andski gozdovi, ki so razporejeni na višjih legah vzdolž gorske fronte Andov, v njih pa prevladujejo zimzeleni iglavci, vključno s pehuén ali čilska aravkarija (Araucaria araucana) in alerce (Fitzroya cupressoides). Alerce je videti kot velikanska sekvoja in je dolgoživ tekmec ščetinastega bora, nekateri z rastnimi obroči, ki beležijo 3625 let lokalnih vremenskih ciklov. Iglavci se bližje drevesni meji umaknejo andskim grmičem listnatega Nothofagus.
Četrta in zadnja vrsta so severnopatagonski gozdovi, ki prevladujejo v južni polovici ekoregije, z zimzelenimi vrstami, kot so širokolistni Nothofagus dombeyi in Drimys winteri ter tisovke, vključno s Podocarpus nubigenus.
Porazdelitev rastlin sledi Rapoportovemu pravilu, pri čemer se razširjenost rastlinskih vrst na višjih zemljepisnih širinah povečuje, na tistih, ki so bližje ekvatorju, pa upadajo.
Nižinska tla ob obali vsebujejo več razpoložljivih hranilnih snovi kot več celinskih tal.

### Izvor in evolucija
Gozdna flora je zaradi različnih vzrokov podedovala in razvila svoje značilnosti. Njegova neotropska sorodnost odraža trenutno geografsko povezavo s preostalo Južno Ameriko. Vrste »Gondwanan« so zapuščina starodavne superceline Gondvana, kopenske mase, ki so jo prej sestavljale Južna Amerika, Afrika, Indija, Antarktika in Avstralija. Visoka stopnja endemičnih vrst in monospecifičnih rodov naj bi bila povezana z geografsko izolacijo, ki je nastala kot rezultat dviga Andov. V valdivijskem zmernem deževnem gozdu je nekaj 'borealnih' komponent, ki so prispele s prevozom na dolge razdalje. Še ena komponenta so vrste iz bližnjih južnoameriških ekosistemov, ki so se prilagodile zmernemu deževnem gozdu.
Med poledenitvijo Llanquihue je velik del območja zahodno od jezera Llanquihue med zadnjim ledeniškim maksimumom ostal brez ledu in je imel redko razporejeno vegetacijo, v kateri so prevladovale vrste Nothofagus. Lastni valdivijski zmerni deževni gozd se je zmanjšal na razpršene ostanke zahodno od Andov. Natančneje zatočišča valdivijskega zmernega deževnega gozda med 41 in 37 ° južne širine; obalna regija, spodnja pobočja čilskega obalnega pasu in najzahodnejša čilska osrednja dolina, vse to pa je ostalo brez motenj zaradi ledeniške, ledeniške in periglacialne motnje zaradi poledenitve.

## Živalstvo
Med ogroženimi sesalci valdivijskih gozdov so tudi oposum monito del monte (Dromiciops gliroides), vrečar Marsupialia, južni pudu (Pudu pudu) najmanjši jelen na svetu in kodkod (Leopardus guigna), najmanjša mačka v Južni Ameriki. Od začetka 20. stoletja v valdivijskih gozdovih živijo tudi tujerodni divji prašiči.  Kolibriji so v valdivijskih gozdovih pogosti zaradi prisotnosti rastlin, kot so jagode maqui (Aristotelia chilensis) in copihue (Lapageria).
Večino rodov sesalcev v valdivijskem zmernem deževnem gozdu najdemo tudi v polsušnih predelih Patagonije. Glede na podoben gozd v Severni Ameriki je v čilskih zmernih gozdovih majhna raznolikost sesalcev.

## Zaščita
Valdivijski gozdovi vključujejo sestoje ogromnih dreves, zlasti Nothofagus in Fitzroya, ki lahko živijo do visoke starosti. Te veličastne deževne gozdove ogroža obsežna sečnja in njihovo nadomeščanje s hitro rastočimi borovci in evkaliptusi, ki so bolj iskani v industriji celuloze in papirja. Domača drevesa, ki jih posekajo, da bi naredili prostor za te monokulture, se pogosto izvažajo kot sekance na Japonsko. Začetek ohranjanja se je začel novembra 2003, ko je konzorcij ohranjevalnih skupin, tako lokalnih kot mednarodnih, na dražbi bankrotiranega gozdarskega podjetja kupil 147.500 hektarjev (600 km²) biološko bogatega deževnega gozda v Valdivijskem obalnem pasu. Gianni Lopez, izvršni direktor čilske nacionalne okoljske agencije CONAMA, je pripomnil: »Pred desetimi leti obstoj zavarovanih območij, ki niso v lasti vlade, ni bil mogoč.« Med prizadevanji za podporo ohranjanju je tudi naraščajoča industrija ekoturizma.

## Seznam zavarovanih območij

### Argentina
- Narodni park Los Alerces
- Narodni park Los Arrayanes
- Narodni park Lago Puelo
- Narodni park Lanín
- Narodni park Nahuel Huapi

### Čile
Javni:
- Narodni park Alerce Andino
- Narodni park Alerce Costero
- Narodni park Bosque de Fray Jorge
- Narodni park Chiloé
- Narodni park Huerquehue
- Narodni rezervat Llanquihue
- Narodni park Puyehue
- Narodni park Queulat
- Narodni rezervat Valdivia
- Narodni park Vicente Pérez Rosales
- Narodni rezervat Villarrica

Privatni:
- Huilo-Huilo biološki rezervat (lastnik Víctor Peterman)
- Los Vertientes zasebni naravni rezervat
- Oncol Park (v lasti Celulosa Arauco y Constitución)
- Pumalín Park (v lasti Douglasa Tompkinsa do 2015)
- Área Costera Protegida Punta Curiñanco (lastnik CODEFF)
- Tantauco Park (v lasti Sebastiána Piñera)
- Valdivian Coastal Reserve (v lasti Nature Conservancy)